# Olympische Sommerspiele 1908/Schwimmen – 1500 m Freistil (Männer)
Der Schwimmwettkampf über 1500 Meter Freistil der Männer bei den Olympischen Spielen 1908 in London wurde vom 21. bis 25. Juli 1908 ausgetragen. Es war das erste Mal in der olympischen Geschichte, dass in einem Schwimmbecken geschwommen wurde, zuvor fanden die Wettkämpfe immer in offenen Gewässern statt. Das Schwimmbecken wurde im Inneren des White City Stadiums errichtet. Olympiasieger wurde Henry Taylor aus dem Vereinigten Königreich mit einer neuen Weltrekordzeit von 22:48,4 Minuten. Silber gewann Sydney Battersby, ebenfalls aus dem Vereinigten Königreich, und Bronze Frank Beaurepaire aus Australasien.

## Rekorde
Vor Beginn der Olympischen Spiele waren folgende Rekorde gültig.
| Weltrekord         | unbekannt       | unbekannt       | unbekannt       | unbekannt       |
| Olympischer Rekord | nie ausgetragen | nie ausgetragen | nie ausgetragen | nie ausgetragen |

Folgende neue Rekorde wurden aufgestellt:
| Weltrekord         | 22:48,4 min | Henry Taylor | Finale |
| Olympischer Rekord | 22:48,4 min | Henry Taylor | Finale |

## Ergebnisse

### Vorläufe
Der schnellste Athlet eines jeden Laufs sowie der zeitschnellste Zweite aller Läufe qualifizierte sich für das Halbfinale.
Lauf 1
| Rang | Athlet             | Nation         | Zeit        | Anm. |
| ---- | ------------------ | -------------- | ----------- | ---- |
| 1    | Paul Radmilovic    | Großbritannien | 25:02,4 min |      |
| 2    | Gunnar Wennerström | Schweden       | 27:15,4 min |      |
| 3    | Oreste Muzzi       | Italien        | 28:52,6 min |      |

Lauf 2
| Rang | Athlet            | Nation         | Zeit        | Anm. |
| ---- | ----------------- | -------------- | ----------- | ---- |
| 1    | Frank Beaurepaire | Australasien   | 23:45,8 min |      |
| 2    | Sam Blatherwick   | Großbritannien | 25:15,4 min |      |
| 3    | Piet Ooms         | Niederlande    | 27:24,4 min |      |
| 4    | Vilhelm Andersson | Schweden       | 27:34,4 min |      |

Lauf 3
| Rang | Athlet      | Nation         | Zeit        | Anm. |
| ---- | ----------- | -------------- | ----------- | ---- |
| 1    | Lewis Moist | Großbritannien | 26:52,0 min |      |

Lauf 4
| Rang | Athlet            | Nation         | Zeit        | Anm. |
| ---- | ----------------- | -------------- | ----------- | ---- |
| 1    | Sydney Battersby  | Großbritannien | 23:42,8 min |      |
| 2    | Frank Springfield | Australasien   | 24:52,4 min |      |
| 3    | André Theuriet    | Frankreich     | 32:37,0 min |      |

Lauf 5
| Rang | Athlet             | Nation             | Zeit        | Anm. |
| ---- | ------------------ | ------------------ | ----------- | ---- |
| 1    | John Arthur Jarvis | Großbritannien     | 25:51,6 min |      |
| 2    | James Greene       | Vereinigte Staaten | 28:09,0 min |      |
| 3    | Robert Hassell     | Großbritannien     | 28:14,8 min |      |

Lauf 6
| Rang | Athlet         | Nation         | Zeit        | Anm. |
| ---- | -------------- | -------------- | ----------- | ---- |
| 1    | Henry Taylor   | Großbritannien | 23:24,4 min |      |
| 2    | Otto Scheff    | Österreich     | 24:15,8 min |      |
| 3    | Gustaf Wretman | Schweden       | 28:40,8 min |      |
|      | Eduard Meijer  | Niederlande    | DNF         |      |

Lauf 7
| Rang | Athlet         | Nation         | Zeit        | Anm. |
| ---- | -------------- | -------------- | ----------- | ---- |
| 1    | William Foster | Großbritannien | 24:33,0 min |      |

### Halbfinale
Die ersten zwei Athleten eines jeden Laufs qualifizierten sich für das Finale.
Halbfinale 1
| Rang | Athlet            | Nation         | Zeit        | Anm. |
| ---- | ----------------- | -------------- | ----------- | ---- |
| 1    | Henry Taylor      | Großbritannien | 22:54,0 min |      |
| 2    | Frank Beaurepaire | Australasien   | 23:25,4 min |      |
| 3    | William Foster    | Großbritannien | unbekannt   |      |
| 4    | Lewis Moist       | Großbritannien | unbekannt   |      |

Halbfinale 2
| Rang | Athlet             | Nation         | Zeit        | Anm. |
| ---- | ------------------ | -------------- | ----------- | ---- |
| 1    | Sydney Battersby   | Großbritannien | 23:23,0 min |      |
| 2    | Otto Scheff        | Österreich     | 24:25,0 min |      |
|      | John Arthur Jarvis | Großbritannien | DNF         |      |
|      | Paul Radmilovic    | Großbritannien | DNF         |      |

### Finale
| Rang | Athlet            | Nation         | Zeit        | Anm. |
| ---- | ----------------- | -------------- | ----------- | ---- |
| 1    | Henry Taylor      | Großbritannien | 22:48,4 min | WR   |
| 2    | Sydney Battersby  | Großbritannien | 22:51,2 min |      |
| 3    | Frank Beaurepaire | Australasien   | 22:56,2 min |      |
| 4    | Otto Scheff       | Österreich     | unbekannt   |      |